# Klessin

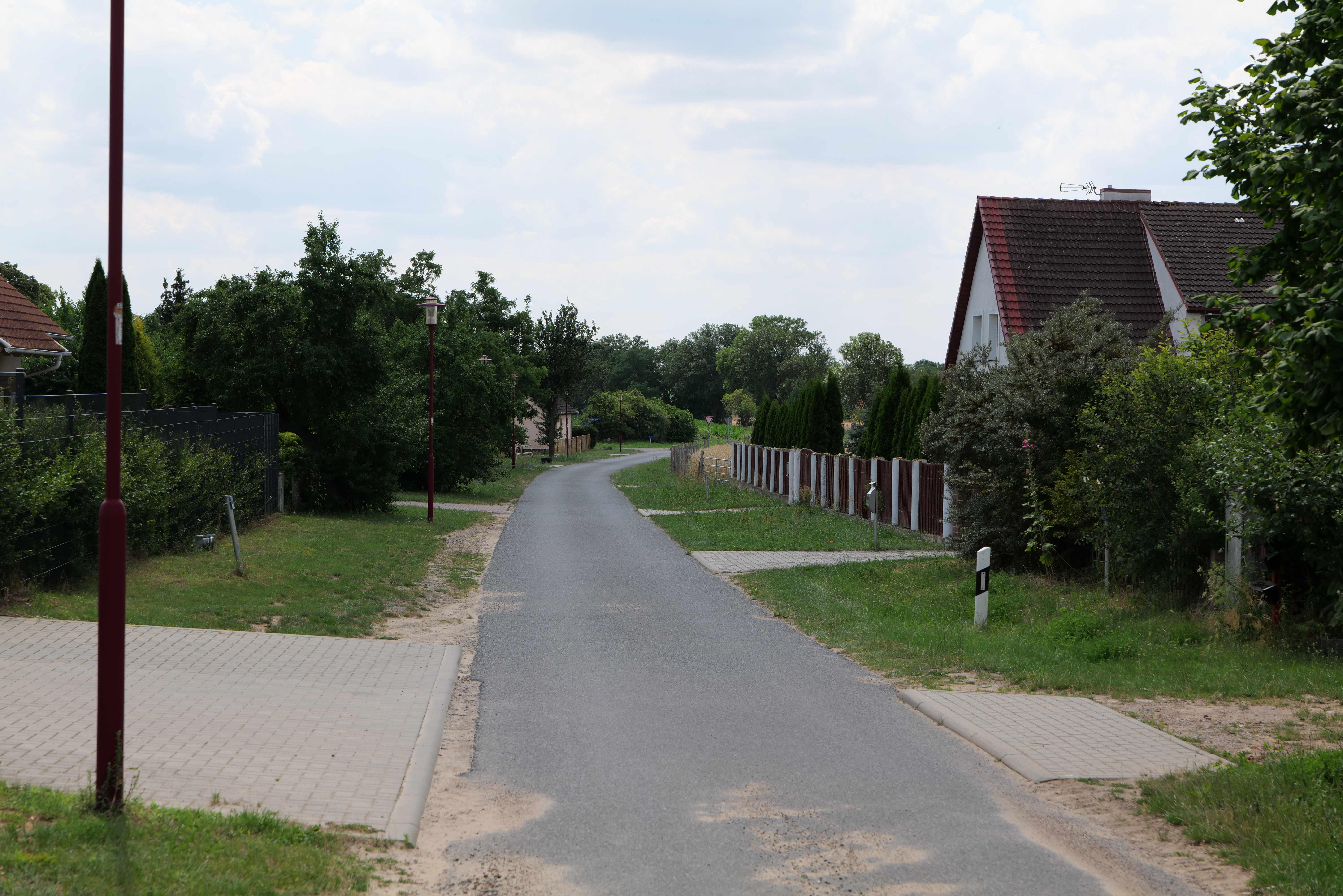
Altklessiner Weg in Klessin im Juli 2022.

Klessin ist ein Ort im Landkreis Märkisch-Oderland in Brandenburg und ist ein Ortsteil der Gemeinde Podelzig.

## Geschichte
In der Ortslage konnten germanische und slawische Körperbestattungen nachgewiesen werden. 1254 wurde Klessin (Knutschin slawischer Herkunft) erstmals urkundlich erwähnt. Längere Zeit war Clessin ein Gut der bekannten Familie von der Marwitz, vermutlich als Nebengut von Friedersdorf. Scheinbar ab 1839 war der Eigentümer dann der Kammergerichts-Präsident a. D. Bonseri.
Von 1824 bis 1874 war Louis von Gansauge Gutspächter von Klessin. Er wurde 1870 zum Schiedsmann des Lebuser Kreises bestellt. Neun Jahre später war nach dem amtlichen Generaladressbuch der Ritterguts- und Gutsbesitzer für die Provinz Brandenburg das Clessiner Gut 361 ha groß. Oberamtmann von Gansauge pachtete noch das 994 ha große Amt Lebus vom Fiskus dazu. Vor der großen Wirtschaftskrise 1929/1930 besaß das Rittergut einen Umfang von genau 423,50 ha. Im Mittelpunkt stand die Schweinezucht und vor allem die Schafsviehwirtschaft. Des Weiteren wurde wohl bereits als technische Ausrüstung ein eigener Motorpflug eingesetzt.
Letzter Besitzer des Gutes 1945 war Otto von Albedyll (1887–1957). Er hat eine wechselvolle Vita und war zum Schluss Präses, also Vorsitzender, des Familienverbandes und verbrachte seinen Lebensabend in der DDR.
Am 4. Februar 1945 befand sich ein Bataillon Volkssturm im Ort. Später trafen die ersten Einheiten der Panzergrenadier-Division „Kurmark“ ein und verstärkten die Volkssturmeinheit aus München.
Am 22. März musste Klessin aufgegeben werden. Durch die schweren und verlustreichen Kämpfe wurde der Ort völlig zerstört und in großen Teilen (Schloss mit Ortsmitte) nicht wieder aufgebaut. 2009 und 2010 konnten durch die ehrenamtlichen Helfer des Vereines zur Bergung Gefallener in Osteuropa (VBGO) weitere 13 gefallene deutsche Soldaten geborgen werden. Bisher konnte nur ein geringer Teil der geschätzten 300 deutschen Toten geborgen werden.
Nach dem Krieg wurde ein Volkseigenes Gut in Klessin gegründet.
Seit 2008 wird das Radrennen Oderrundfahrt vom Frankfurter Radsport-Club 90 (FRC) aus Frankfurt (Oder) am Ort organisiert. Der Rundkurs besteht aus einer 4,5 Kilometer langen Strecke, die mit einem steilen 800 Meter langen Anstieg und einer nicht minder langen Abfahrt besteht und um die Orte Klessin und Wuhden führt.
2023 wurde vom Wuhdener Heimatverein e.V. auf dem Areal des heute wüst liegenden Ritterguts und des Schlosses der Gedenkort "Kriegsschauplatz Schloss Klessin 1945" mit umfangreichen Informationen über die Ereignisse vom Februar und März 1945 eröffnet.

### Einwohnerentwicklung
| Jahr          | 1875 | 1890 | 1910 | 1925 | 1933 | 2006 |
| Einwohnerzahl | 133  | 136  | 137  | 166  | 151  | 53   |